# مگس‌های پاشلک
مگس‌های پاشلک (نام علمی: Rhagionidae) نام یک تیره از راسته مگس است. این تیره دارای ۱۷ سرده مختلف است.